# Ricardo Maduro
Ricardo Rodolfo Maduro Joest (Panama-Stad, 20 april 1946) is een Hondurese zakenman en politicus. Van 27 januari 2002 tot 2006 was hij president van Honduras voor de conservatieve Nationale Partij van Honduras.
Een zoon van Maduro, Ricardo Ernesto, werd op 23 april 1997 gekidnapt en twee dagen later dood teruggevonden. Dit inspireerde Maduro om een politieke carrière te beginnen. Hij is erg populair, maar toch ontstond er een rel toen hij zich kandidaat stelde, omdat de Hondurese grondwet het niet toestaat dat iemand die in het buitenland is geboren president wordt. Tijdens zijn campagne en presidentschap heeft hij zich voornamelijk gericht op misdaadbestrijding.
Op 1 mei 2005 stortte het vliegtuig van Maduro in zee. Maduro, zijn dochter Lorena en de piloot werden gered door de lokale bevolking en hielden geen zware verwondingen over aan het ongeluk.